# Susan Woodstra
Susan Jean „Sue“ Woodstra (* 21. Mai 1957 in Colton, Kalifornien) ist eine ehemalige US-amerikanische Volleyballspielerin und -trainerin.

## Karriere
Sue Woodstra wuchs in Kalifornien auf und spielte 1977 bei den USC Trojans in Los Angeles, mit denen sie nationale AIAW Meisterin wurde. 1982 wurde die Außenangreiferin und Abwehrspezialistin mit der US-amerikanischen Nationalmannschaft Dritte bei der Weltmeisterschaft in Peru und 1983 Zweite bei den Panamerikanischen Spielen in Caracas. 1984 gewann das US-Team mit Woodstra als Kapitänin bei den Olympischen Spielen in Los Angeles die Silbermedaille. Anschließend spielte sie als Profi in Japan bei den NEC Red Rockets, mit den sie 1988 die japanische Meisterschaft gewann.
Nach ihrer aktiven Zeit war Woodstra Volleyball-Trainerin, zunächst von 1989 bis 1992 bei den Lady Panthers in Pittsburgh. Danach trainierte sie in der Saison 1993/94 den deutschen Bundesligisten USC Münster, mit dem sie 1994 den CEV-Pokal gewann. Anschließend kehrte sie zurück nach Kalifornien und trainierte von 1995 bis 2000 die California Golden Bears in Berkeley und von 2000 bis 2012 die Lumberjacks in Arcata. Zwischenzeitlich war Woodstra von 2007 bis 2008 Co-Trainerin der US-amerikanischen Nationalmannschaft, die mit ihr 2008 bei den Olympischen Spielen Peking die Silbermedaille gewann.